# Chlorops antennatus
Chlorops antennatus är en tvåvingeart som beskrevs av Becker 1911. Chlorops antennatus ingår i släktet Chlorops och familjen fritflugor. Inga underarter finns listade i Catalogue of Life.